# (21713) Michaelolson
(21713) Michaelolson (1999 RW97) – planetoida z pasa głównego asteroid okrążająca Słońce w ciągu 3,44 lat w średniej odległości 2,28 j.a. Odkryta 7 września 1999 roku.